# The Gateway Pundit
The Gateway Pundit, транскрипция «гейтуэй пандит» (в переводе с англ. — «место встречи журналистов») — американская ультраправая блог-платформа и новостной сайт. Основана Джимом Хофтом. Ресурс известен своими конспирологическими теориями о демократах и искажением фактов. Президент США Дональд Трамп цитировал и продвигал ресурс в своём Twitter не менее 15 раз, а его семья — не менее 50. The Gateway Pundit относится к так называемым «альтернативным правым» вместе с такими информационными порталами, как InfoWars, Breitbart News и другими.

## История
Ресурс был основан в 2004 году. Несмотря на то, что некоторые эксперты считают, что сайт был одним из СМИ, которые привели Трампа к власти, аккредитацию в Белом доме сайт получил только в 2017 году. Согласно статистике сайта similarweb.com, посещаемость ресурса к началу 2020 года достигла 15 млн уникальных посетителей в месяц. В момент президентской избирательной кампании в США 2016 года посещаемость достигала 1 млн уникальных посетителей в день. В том же году эксперты назвали ресурс четвёртым по влиятельности в консервативном лагере. В 2018 году основатель сайта Джим Хофт обратился в Конгресс США с жалобой на Facebook, который якобы начал бороться с новостями консервативной направленности, и за 2 года трафик с него на The Gateway Pundit упал в 10 раз. Штаб-квартира ресурса располагается в Сент Луисе, штат Миссури.

## Собственники и руководство
Основал сайт и владеет им Джим Хофт. После стрельбы в ночном гей-клубе в Орландо в 2016 году он сообщил, что является представителем ЛГБТ-сообщества. Хофт имел серьёзны проблемы со здоровьем, потерял зрение на один глаз и перенёс несколько операций.

## Скандалы
The Gateway Pundit опубликовал историю об убийстве члена Национального комитета Демократической партии, который был якобы связан с WikiLeaks. За несколько дней до рассылки ресурсом Джулиана Ассанжа тысяч взломанных мейлов этой политической организации был убит один из её сотрудников — Сет Рич. Полиция назвала этот инцидент результатом ограбления. The Gateway Pundit объявил заказчиками убийства семью Клинтон.
Однажды редакция выдала фотографию толпы болельщиков баскетбольной команды Кливленд Кавальерс за людей, которые якобы вышли поддержать Трампа. В другой публикации массового убийцу представили поклонником президента Обамы. В одном материале авторы The Gateway Pundit утверждали, что Мишель Обама стёрла все упоминания из твиттера о Хиллари Клинтон, что оказалось неправдой. Также во время предвыборной кампании Трампа а издании было много спекуляций о состоянии здоровья его соперницы.